# Сальник (Винницкая область)
Сальник (укр. Сальник) — село, входит в Калиновский район Винницкой области Украины.
Население по переписи 2001 года составляло 2008 человек. Почтовый индекс — 22460. Телефонный код — 4333

## История
Одно из первых исторических упоминаний про Сальник относится к 1616 году (в документах за этот год Сальник упоминается как слобода).
По состоянию на 1885 год в бывшем собственническом селе Калиновской волости Винницкого уезда Подольской губернии проживало 644 человека, насчитывалось 103 дворовых хозяйства, существовали православная церковь и постоялый дом.
В 1892 году в селе было 118 дворовых хозяйств, проживало 950 жителей.
По переписи 1897 года число жителей возросло до 1054 человек (522 мужского пола и 532 — женского), из которых 1000 — православной веры.

## Религия
В селе действует храм Воздвижения Креста Господнего Калиновского благочиния Винницкой епархии Украинской православной церкви.

## Транспорт
Основным транспортным средством села является железная дорога. Ежедневно 5 пригородных поездов Жмеринка-Винница-Козятин и Казатин-Винница-Жмеринка останавливаются возле села на станции Сальницкий. Ими часто пользуются винницкие и калининские дачники, а также жители села по дороге на рынок или на работу в областной или районный центр.